# Asyneda
Asyneda là một chi bướm đêm thuộc họ Erebidae.